# Maks Ščur
Maks Ščur (též Maksim Ščur, * 5. prosince 1977 Brest) je běloruský básník, spisovatel a překladatel.
V letech 1994–1998 byl studentem minské Lingvistické univerzity. Od roku 1998 žije v Praze.
Překládá do češtiny z běloruštiny.